# Telamonia vlijmi
Telamonia vlijmi är en spindelart som beskrevs av Prószynski 1984. Telamonia vlijmi ingår i släktet Telamonia och familjen hoppspindlar. Inga underarter finns listade i Catalogue of Life.